# Асмус, Виктор Николаевич
Ви́ктор Никола́евич А́смус (2 ноября 1904 — март 1991) — советский оператор научно-популярного кино. Лауреат двух Сталинских премий (1946, 1950).

## Биография
Родился в Санкт-Петербурге. В период 1918—1920 годов работал по административной линии. В 1930 году окончил операторский факультет Государственного техникума кинематографии.
После окончания института работал на разных киностудиях. С 1932 по 1938 год — начальник кинолаборатории Военно-транспортной академии Красной армии (с 1933 года — ВТА РККА имени Л. М. Кагановича). С 1939 года — оператор киностудии «Моснаучфильм» (с 1966 года — «Центрнаучфильм»).
Автор сюжетов для кинопериодики «Звёздочка», «Наука и техника», «Хочу всё знать».
В 1969 году вышел на пенсию.
Член Союза кинематографистов СССР.
Умер в марте 1991 года. Похоронен на Ваганьковском кладбище.

## Фильмография
Оператор
- 1932 — Удивительное дело
- 1932 — Макирли Чангаль
- 1939 — Памятники Бородино
- 1940 — Наши невидимые друзья
- 1943 — В песках Средней Азии (совместно с Г. Троянским)
- 1944 — Закон великой любви (совместно с Г. Кабаловым)[6]
- 1945 — В капле воды
- 1946 — Белый клык (совместно с Г. Троянским и Б. Волчеком)
- 1947 — Звериной тропой (совместно с Э. Эзовым и А. Миссюрой)
- 1948 — История одного кольца (совместно с Э. Эзовым)
- 1949 — Кавказский заповедник
- 1956 — Крылатая защита
- 1956 — Серый разбойник (совместно с А. Миссюрой)
- 1959 — Чёрный аист
- 1960 — В чужом гнезде
- 1962 — Сад
- 1963 — Развитие насекомых
- 1964 — Они из одного отряда
- 1965 — Художники на страже мира (совместно с П. Петровым)[7]

Режиссёр
- 1959 — Чёрный аист
- 1963 — Развитие насекомых
- 1964 — Они из одного отряда

## Награды и премии
- орден Трудового Красного Знамени (6 марта 1950) — за выдающиеся заслуги в развитии советской кинематографии, в связи с 30-летием[8];
- Сталинская премия второй степени (1946) — за фильм «В песках Средней Азии» (1943)[1];
- Сталинская премия третьей степени (1950) — за фильм «История одного кольца» (1948)[1];
- приз Международного кинофестиваля в Венеции за фильм «В песках Средней Азии» (1943)[2];
- приз Международного кинофестиваля в Венеции за фильм «Звериной тропой» (1947)[2].